# Olympische Winterspiele 1964/Teilnehmer (Polen)
| Gelbes Symbol für Goldmedaillen mit stilisierten Olympischen Ringen | Graues Symbol für Silbermedaillen mit stilisierten Olympischen Ringen | Braundes Symbol für Bronzemedaillen mit stilisierten Olympischen Ringen |
| ------------------------------------------------------------------- | --------------------------------------------------------------------- | ----------------------------------------------------------------------- |
| —                                                                   | —                                                                     | —                                                                       |

Polen nahm an den IX. Olympischen Winterspielen 1964 im österreichischen Innsbruck mit einer Delegation von 51 Athleten in acht Disziplinen teil, davon 40 Männer und 11 Frauen. Ein Medaillengewinn gelang keinem der Athleten.
Fahnenträger bei der Eröffnungsfeier war der Rennrodler Jerzy Wojnar.

## Teilnehmer nach Sportarten

### Biathlon
- Józef Gąsienica Sobczak
20 km Einzel: 20. Platz (1:34:00,6 h)

- Stanisław Styrczula
20 km Einzel: 35. Platz (1:40:52,1 h)

- Stanisław Szczepaniak
20 km Einzel: 18. Platz (1:33:43,5 h)

- Józef Rubiś
20 km Einzel: 6. Platz (1:26:31,6 h)

### Eishockey
Männer
| - Andrzej Fonfara - Bronisław Gosztyła - Henryk Handy - Tadeusz Kilanowicz - Józef Kurek - Gerard Langner - Józef Manowski - Jerzy Ogórczyk - Stanisław Olczyk | - Władysław Pabisz - Hubert Sitko - Augustyn Skórski - Józef Stefaniak - Andrzej Szal - Sylwester Wilczek - Józef Wiśniewski - Andrzej Żurawski |

- 9. Platz

### Eisschnelllauf
Frauen
- Adelajda Mroske
500 m: 22. Platz (49,9 s)
1000 m: 21. Platz (1:41,7 min)
1500 m: 22. Platz (2:36,4 min)
3000 m: 25. Platz (5:47,1 min)

- Helena Pilejczyk
500 m: 23. Platz (50,1 s)
1000 m: 15. Platz (1:39,8 min)
1500 m: 25. Platz (2:38,3 min)
3000 m: 26. Platz (5:47,3 min)

- Elwira Seroczyńska
500 m: 16. Platz (48,8 s)
1000 m: 22. Platz (1:42,1 min)
1500 m: 26. Platz (2:39,3 min)

### Nordische Kombination
- Erwin Fiedor
Einzel (Normalschanze / 15 km): 14. Platz (406,16)

### Rennrodeln
Männer, Einsitzer
- Edward Fender
im ersten Lauf Rennen nicht beendet

- Lucjan Kudzia
11. Platz (3:34,42 min)

- Mieczysław Pawełkiewicz
6. Platz (3:33,02 min)

- Jerzy Wojnar
28. Platz (4:11,69 min)

Männer, Doppelsitzer
- Lucjan Kudzia, Ryszard Pędrak
5. Platz (1:43,77 min)

- Edward Fender, Mieczysław Pawełkiewicz
7. Platz (1:45,13 min)

Frauen
- Barbara Gorgón-Flont
5. Platz (3:32,73 min)

- Helena Macher
8. Platz (3:35,87 min)

- Irena Pawełczyk
4. Platz (3:30,52 min)

### Ski Alpin
Männer
- Andrzej Dereziński
Abfahrt: 49. Platz (2:35,89 min)
Riesenslalom: disqualifiziert
Slalom: 33. Platz (2:27,51 min)

- Jerzy Woyna Orlewicz
Abfahrt: 24. Platz (2:25,88 min)
Riesenslalom: 41. Platz (2:06,44 min)
Slalom: 30. Platz (2:24,99 min)

- Bronisław Trzebunia
Abfahrt: 40. Platz (2:32,29 min)
Riesenslalom: 29. Platz (1:59,82 min)
Slalom: 27. Platz (2:22,73 min)

Frauen
- Maria Gąsienica Daniel-Szatkowska
Abfahrt: 41. Platz (2:11,75 min)
Riesenslalom: 36. Platz (2:10,20 min)
Slalom: disqualifiziert

### Skilanglauf
Männer
- Edward Budny
15 km: 28. Platz (55:35,2 min)
30 km: 35. Platz (1:41:31,9 h)
4 × 10 km Staffel: 8. Platz (2:27:27,0 h)

- Józef Gut-Misiaga
15 km: 45. Platz (57:27,1 min)
4 × 10 km Staffel: 8. Platz (2:27:27,0 h)

- Tadeusz Jankowski
15 km: 33. Platz (55:57,2 min)
30 km: 40. Platz (1:42:34,0 h)
4 × 10 km Staffel: 8. Platz (2:27:27,0 h)

- Henryk Marek
30 km: disqualifiziert

- Józef Rysula
15 km: 21. Platz (54:09,4 min)
30 km: 24. Platz (1:38:29,1 h)
4 × 10 km Staffel: 8. Platz (2:27:27,0 h)

Frauen
- Stefania Biegun
5 km: 14. Platz (19:16,0 min)
10 km: 18. Platz (44:45,0 min)
3 × 5 km Staffel: 7. Platz (1:08:55,4 h)

- Weronika Budny
5 km: 27. Platz (21:07,1 min)

- Czesława Stopka
5 km: 24. Platz (20:34,4 min)
10 km: 23. Platz (46:57,1 min)
3 × 5 km Staffel: 7. Platz (1:08:55,4 h)

- Teresa Trzebunia
5 km: 23. Platz (20:25,8 min)
10 km: 24. Platz (47:20,3 min)
3 × 5 km Staffel: 7. Platz (1:08:55,4 h)

### Skispringen
- Antoni Łaciak
Normalschanze: 34. Platz (194,3)

- Józef Przybyła
Normalschanze: 18. Platz (203,2)
Großschanze: 9. Platz (211,3)

- Andrzej Sztolf
Großschanze: 26. Platz (196,2)

- Piotr Wala
Normalschanze: 22. Platz (201,0)
Großschanze: 15. Platz (205,5)

- Ryszard Witke
Normalschanze: 45. Platz (186,1)
Großschanze: 35. Platz (187,3)